# Klaus-Peter Nabein
Klaus-Peter Nabein (ur. 10 maja 1960 w Goldbach, zm. 12 października 2009 w Veitsbronn) – niemiecki lekkoatleta specjalizujący się w biegach średnio i długodystansowych.

## Sukcesy sportowe
- trzykrotny brązowy medalista mistrzostw RFN w biegu na 1500 m – 1984, 1987, 1988[1]
- trzykrotny medalista halowych mistrzostw RFN w biegu na 800 m – złoty (1982), srebrny (1979), brązowy (1980)[2]
- trzykrotny medalista halowych mistrzostw RFN w biegu na 1500 m – dwukrotnie srebrny (1987, 1989), brązowy (1986)[3]
- dwukrotny złoty medalista halowych mistrzostw RFN w biegu na 3000 m – 1988, 1990[4]
- złoty medalista mistrzostw Niemiec w półmaratonie – 1994[5]

| Rok  | Miasto       | Zawody                      | Konkurencja    | Wynik         |
| ---- | ------------ | --------------------------- | -------------- | ------------- |
| 1979 | Bydgoszcz    | mistrzostwa Europy juniorów | bieg na 800 m  | złoty medal   |
| 1980 | Sindelfingen | halowe mistrzostwa Europy   | bieg na 800 m  | 4. miejsce    |
| 1982 | Mediolan     | halowe mistrzostwa Europy   | bieg na 800 m  | srebrny medal |
| 1987 | Liévin       | halowe mistrzostwa Europy   | bieg na 1500 m | brązowy medal |

## Rekordy życiowe
| Dystans               | Wynik   | Miasto i data         |
| --------------------- | ------- | --------------------- |
| bieg na 800 m         | 1:46,03 | Lozanna 14/07/1982    |
| bieg na 800 m (hala)  | 1:48,31 | Mediolan 07/03/1982   |
| bieg na 1500 m        | 3:35,98 | Hengelo 27/06/1986    |
| bieg na 1500 m (hala) | 3:44,91 | Haga 18/02/1989       |
| bieg na milę          | 3:54,11 | Lozanna 02/09/1986    |
| bieg na 2000 m        | 5:03,95 | Lozanna 27/06/1989    |
| bieg na 3000 m        | 7:53,51 | Birmingham 23/06/1989 |
| bieg na 3000 m (hala) | 7:53,15 | Budapeszt 04/03/1989  |
| półmaraton            | 1:04:56 | Neustadt 22/03/1997   |
| maraton               | 2:14:16 | Hannover 14/04/1996   |